# Linyphiidae
Linyphiidae, pauci poznatiji kao tkalci čaršava (po obliku njihove mreže), ili novčani pauci (u Ujedinjenom Kraljevstvu, Irskoj, Australiji, Novom Zelandu i Portugalu, iz sujeverja da ako se takav pauk vidi kako trči na nekoga, on je došao da isprede toj osobi novu odeću, što znači finansijski uspeh) je porodica veoma malih paukova koja se sastoji od 4706 opisanih vrsta u 620 rodova širom sveta. Ovo čini Linyphiidae drugom najvećom porodicom pauka posle Salticidae. Porodica je slabo shvaćena zbog njihove male veličine tela i široke rasprostranjenosti; novi rodovi i vrste se još uvek otkrivaju širom sveta. Najnoviji takav rod je Himalafurca iz Nepala, koji je Tanasevič formalno opisao u aprilu 2021. godine. Pošto je tako teško identifikovati tako male pauke, postoje regarne promene u taksonomiji kako se vrste kombinuju ili dele.
Novčani pauci su poznati po tome što lebde kroz vazduh pomoću tehnike koja se naziva „baloniranje“.
U poljoprivrednoj industriji, novčani pauci se smatraju biološkim agensima za kontrolu štetočina poput lisnih uši i skokuna.

## Literatura
- Bosselaers, J & Henderickx, H. (2002) A new Savignia from Cretan caves (Araneae: Linyphiidae). Zootaxa 109:1-8
- Hågvar, S. & Aakra, K. 2006. Spiders active on snow in Southern Norway. Norw. J. Entomol. 53, 71-82.

## Spoljašnje veze
- Frontinella pyramitela web (photo)
- ToL on Linyphiidae
- Spiders rebuild webs en masse after floods in Wagga Wagga Australian Geographic News report Архивирано на веб-сајту  (27. октобар 2016)